# オトーリ
オトーリ（御通り、おとおり）は、沖縄県の宮古列島で行われる飲酒の風習である。車座になって泡盛を飲む酒宴の席で行われる。

## 概要
オトーリ（御通り）は
- 参加者で「親」となるものが立って口上を述べた後、同じ杯に酒を注ぎなおしてとなりの参加者に渡す。注がれたものはその杯を飲み干し、杯を「黙って」親に返す。
- 「親」は、返された杯に、再度酒を注ぎ、先程飲み干した人の次の人に杯を渡す。杯を渡された人は、同じように一口で杯を干し黙って親に杯を返す。
- 参加者に杯が一巡するまで上記を繰り返し「親」の一人手前までオトーリが回ると、「親」の手前の人は杯を干した後、その杯へ酒を満たし「親」へ返杯する。
- 「親」はその返杯を飲み干した後、自分のオトーリへ最後まで付き合ってくれた礼を述べ、最初の「口上」で述べ足りなかったことがあればそれにも言及し、〆の挨拶を行いって次の「親」を指名する。

以上が最初の「親」ひとり分のサイクルである。
上記の「親」から指名された人が新しい「親」となり、同じように口上を述べたあと、上記の手順を延々と繰り返す。
口上は普通その会の意義とか、日ごろ思っている自分の主張などなんでもいい。親が一周することにより、参加者は参加人数+1杯飲むことになる。
オトーリを回す方向には「豊年まわり（時計回り）」と「大漁まわり（反時計周り）」という型があり、漁師などの海にまつわる仕事をしている人は大漁まわり、農家では豊作まわりが普通と言われているが、必ずしも決まったものではなく、より目上の人の方から回すなど人様々である。

## 歴史
起源は、16世紀頃に琉球王国の領地内で流行した中国式の乾杯である。その当時は、酒宴の開催者が来賓に酒を振る舞うために行っていたらしい。琉球王府時代、穀物の生産量が少なかったので、泡盛は首里でのみ製造を許可されていたため、庶民には非常に貴重品であった。そのため、量の少ない泡盛を酒宴の参加者に均等に分けるために行われた。
この16世紀頃の流行が、御嶽での祭祀の中に取り入れられ現代まで残ったと考えられる。この流行を起源とした風習は、宮古島の中でも限られた地域でのみ見られた。類似の風習が鹿児島県奄美群島与論島にも残っており、与論献奉（よろんけんぽう）と呼ばれている。
この御嶽で祭祀の時に行われるオトーリは、現在広く行われているオトーリとは全く質の違った物であった。祭祀の神役の前にひとりずつ進み出て、祭器（高膳と角皿）注がれた御神酒を一人ずつ順番にアヤグ（祝詞）を神役と共に詠い上げた後に飲み干すと言う形であった。
山里正一は「オトーリの文化価値を高めよう」の中で1386年与那覇勢頭豊見親が沖縄本島に向けて白川浜から出帆するにあたって広瀬御嶽において航海の安全と大願成就を祈願し神々にささげた神酒を一族で回し飲みをしたのがオトーリの始まりとの一説を述べている。しかし、この説には文献上の裏付けがない。
1980年代になり、一般に流行する前に宮古の神事、とくに神女の儀式で行われたとの記載が多い。
また来間玄次は多良間島のスツウプナカ（豊作物への感謝祭）において15世紀に原型があったという。しかし一般に流行したのは、戦後だいぶたった、昭和50年前後あたりからで、古老も昔はやっていなかったという。なお、昭和58年にNHK報道で上野村がオトーリの習慣で高校生や中学生の死亡事故があり、その後、マイナス面も主張されるようになった。

## 流行とその背景
宮古島では、1971年に大干魃が起きた事を発端として、その生活環境が激変した。農業生産が激減し、飲料水にも困ったため沖縄本島南部の都市部に移り住む人が多く増え急激な過疎化が起こった。1960年代から1980年代にかけて、8万以上有った人口が激減し8割の6万人台までに落ち込んだ。そうなるとそれまであった村単位の共同体が機能しづらくなり、それまで共同体で行っていたお祭り等が廃れた。
宮古島では、明治時代の中頃まで住居の移動の自由が制限されていたため1970年代の人口の変動はこの地域に大きな変質をもたらした。それまで共同体の中で数百年以上かけて培った人間関係も大きく変質することになった。飲酒の環境も激変し、人口が減少し祭祀等が減った分だけ泡盛の消費量も減少傾向にあった。
1970年代後半になってから、泡盛の酒造メーカーが、泡盛の消費量を向上させるための宣伝で、風習にあったものをかなり簡略化・変形して居酒屋等でも行われるようになった。現代あるオトーリは、かつて神事の中で行われた儀礼とは全く趣を異にしている。それは、泡盛の消費を促進する目的で流行させられたモノである。併せて、そのオトーリによりそれまで有った濃密な人間関係を擬似で一時的に演出する事にも成功した。
ちなみに、1970年代平良の街では、オトーリが行われることはまず無かった。1980年代に歓楽街等で行われるようになり、1990年前後に宮古島の観光業が盛んになると観光客に広まり、全国に知れ渡った。
この流行としてのオトーリから各方面に悪い影響を多く与えた。伝統文化（これまであった祭祀・儀礼に対する無理解）の破壊、流行としてのオトーリを廃止すべきだと言う声も根深い。

## 良い点と悪い点
オトーリの良い点は、人の和を図るだけでなく、人前で臆せず発言する（口上）技術も養われる。なお、酒の弱い人には強制しないこと、本人の意思で断ることもできるというルールもあるが十分に伝わっていない。悪い点は、他の栄養物をとるのが少なく肝臓に悪影響を与えることである。2015年の宮古病院において、肝硬変の７５％がアルコール要因とし、それがオトーリの影響とされている。この数値は、沖縄県の40.9%、全国の13.6%を大きく上回っている。